# Phuntsog Nyidron
Phuntsog Nyidron ou Phuntsok Nyidrol est une nonne tibétaine suivant le bouddhisme tibétain née en 1969 au Tibet, et qui fut emprisonnée par le gouvernement de la République populaire de Chine le 14 octobre 1989 et libérée en 2004. Elle vit en Suisse depuis 2006.

## Biographie
Le 14 octobre 1989, Phuntsog Nyidron et cinq autres nonnes ont manifesté pacifiquement à Lhassa pour la liberté au Tibet en scandant des slogans quelques minutes avant d'être arrêtées. Elle devint la 4e femme et la 2e nonne à être condamnée à la prison pour raison politique à Drapchi. La prison de Drapchi est classée comme un laogai, un camp de réforme par le travail. Les nonnes travaillaient sous une chaleur torride, sans protection respiratoire, dans des serres non ventilées et dont l'air étaient souvent saturé par des pesticides. D'autres devaient vider les fosses sous les toilettes des prisons, avançant péniblement dans les excréments jusqu'aux genoux, sans vêtement de protection, et utilisant leurs mains pour mettre les excréments dans des charrettes pour leur usage comme engrais dans les serres.
Selon le témoignage d’une nonne en exil en Inde, ces nonnes furent battues lors de leur arrestation et torturées, elles reçurent des chocs électriques sur les mains, les épaules, la poitrine, la langue et le visage. Au cours de leurs interrogatoires, les nonnes étaient suspendues avec les poignées, leurs pieds ne touchant pas le sol, et battues à coups de barre de fer. 
Phuntsog Nyidron a été condamnée pour "propagande contre-révolutionnaire" et a passé 15 ans en prison avant d'être libérée en février 2004, puis placée en résidence surveillée. Elle a finalement été autorisée à quitter le Tibet le 15 mars 2006 pour pouvoir recevoir des soins médicaux. 
John Kamm, directeur de la Fondation Dui Hua, qui a joué un rôle majeur dans sa libération a déclaré "Cela a été très difficile pour qu’elle arrive ici, mais ils m’avaient promis il y a deux ans de lui permettre d’aller aux USA". 
Phuntsog Nyidron est la dernière des 14 nonnes emprisonnées dans les années 1980 et 90 à avoir été libérée.
En marge de la 53e session du Conseil des droits de l'homme des Nations unies, Phuntsog Nyidron participe à un événement intitulé "Rapport des Tibétains sur l'état actuel de la répression : 75 ans après la Déclaration universelle des droits de l'homme" organisé par le Bureau du Tibet à Genève et la Société pour les peuples menacés. Elle déclare que la situation au Tibet continue de se détériorer avec une répression et une suppression sans cesse croissantes de la culture, de l'identité et de la langue tibétaines. Elle appelle à un soutien de la communauté internationale pour le Tibet et à la libération des prisonniers politiques au Tibet, indiquant que grâce à ce soutien, elle a pu être libérée et s'exprimer sur le Tibet. Elle appelle aussi à soutenir les aspirations des Tibétains à la liberté et au retour du dalaï-lama au Tibet.

## Distinctions
- prix Reebok des droits de l'homme 1995